# Stenoporpia serica
Stenoporpia serica är en fjärilsart som beskrevs av Frederick H. Rindge 1968. Stenoporpia serica ingår i släktet Stenoporpia och familjen mätare. Inga underarter finns listade i Catalogue of Life.